# 어스파이어링산

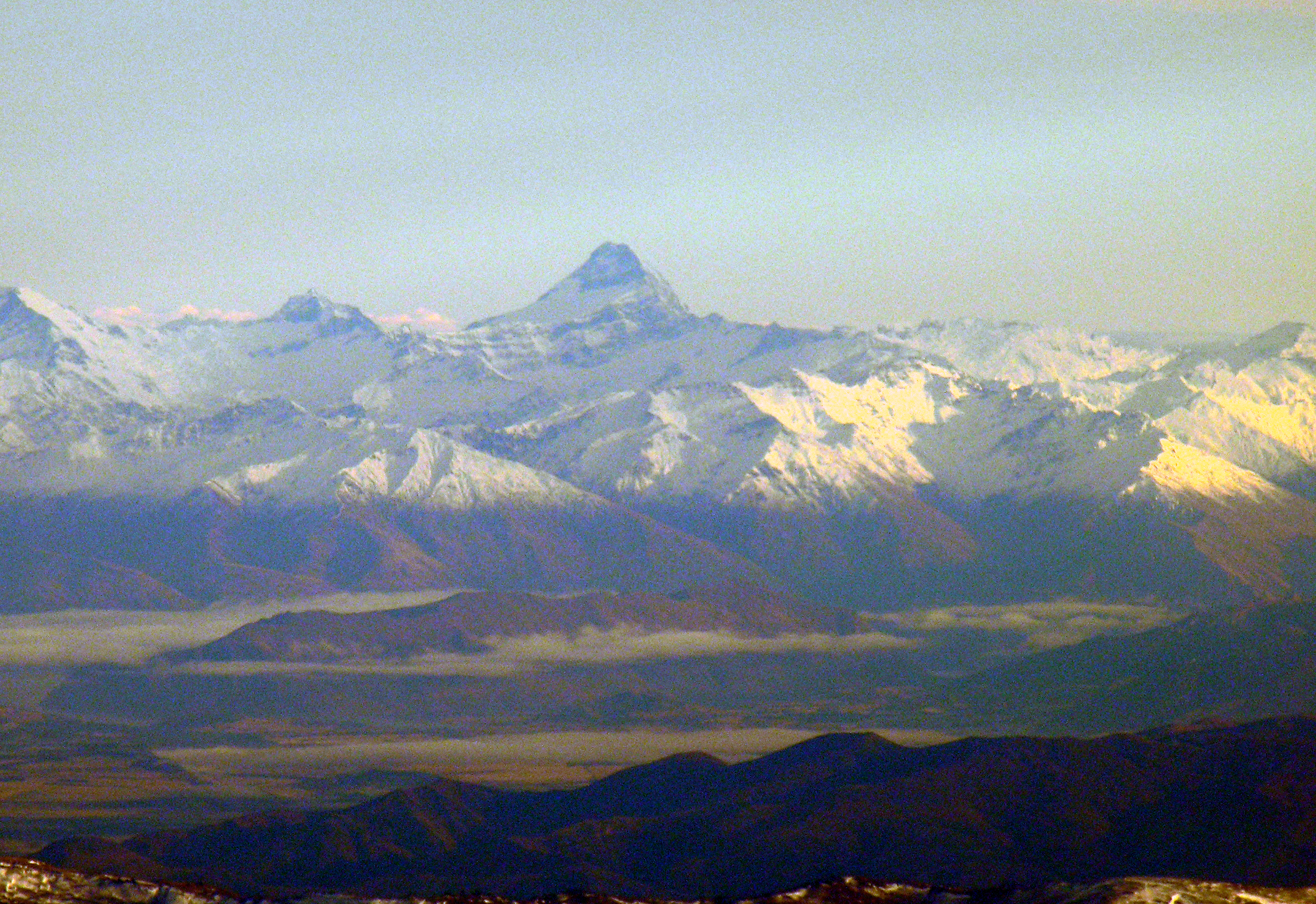
어스파이어링 산

어스파이어링산(Mount Aspiring / Tititea)은 뉴질랜드 남섬 남알프스의 완만한 산의 하나이다. 마운트 쿡 바깥 지방에서는 가장 높은 산으로 해발 3,033m이다.

## 개요
오타고 지방의 마운트 어스파이어링 국립공원으로 지정되어 있으며, 최고 높이는 3,033m이다. 마오리어로 반짝이는 봉우리라는 의미로 ‘티티테아’(Tititea)라고 한다. 1857년 12월 추장 수르베이어에 의해 오타고 지방의 존 턴불 톰슨을 위해 이름지었다. 다트 강에서 보면 피라미드 형 봉우리로 인해서 종종 남방의 마테호른이라고도 한다. 첫 등정은 1909년 11월 23일 ‘매이저 버나드 헤드’와 가이드 ‘잭 클라크’ 그리고 ‘알렉 그라함’에 의해서 이루어졌다. 헤드 일행은 보나 빙하의 서쪽면 옆의 정상의 산마루까지 등정을 했다. 그 루트는 1965년이 되어서야 재등정이 이루어졌다.
마운트 어스파이어링은 와나카 호수 서쪽 30 km 지점에 있는 메인 디바이드의 약간 서쪽에 위치하고 있다. 또한 와이파라 강으로 흐르는 보나 빙하, 와이토토 강으로 흘러들어가는 볼타 빙하와 써마 빙하, 이 3개의 큰 빙하가 만나는 곳에 위치하기도 한다. 와이파라는 아라하타 강의 지류로, 아라하타 강이나 와이토토 강 모두 하스트 만과 잭슨 만 사이의 서해안으로 흘러나간다.

## 같이 보기
- 마운트 어스파이어링 국립공원

## 갤러리

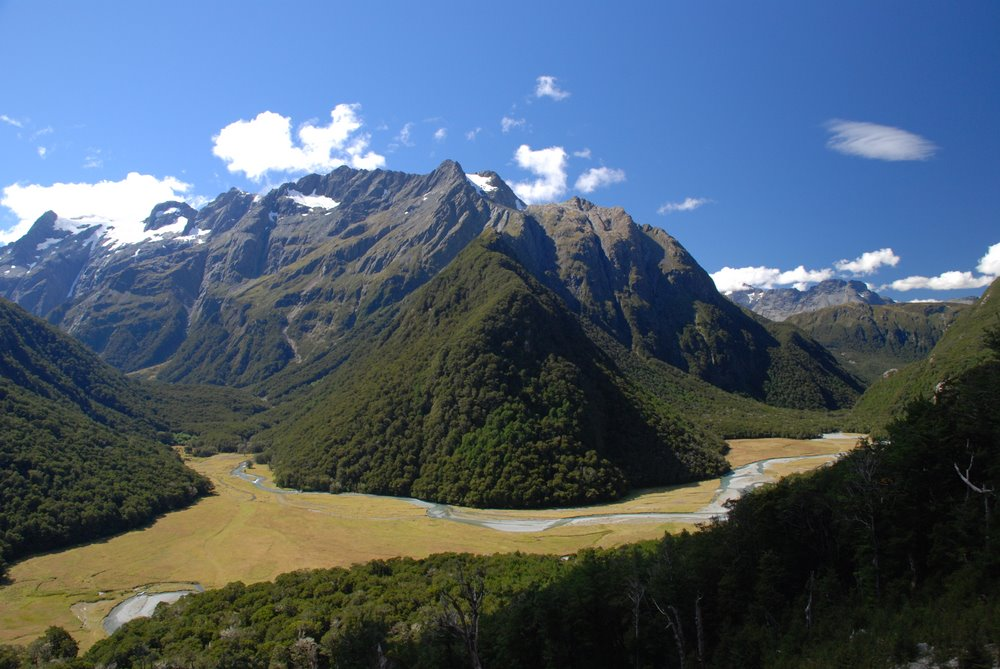
훔볼트 산맥
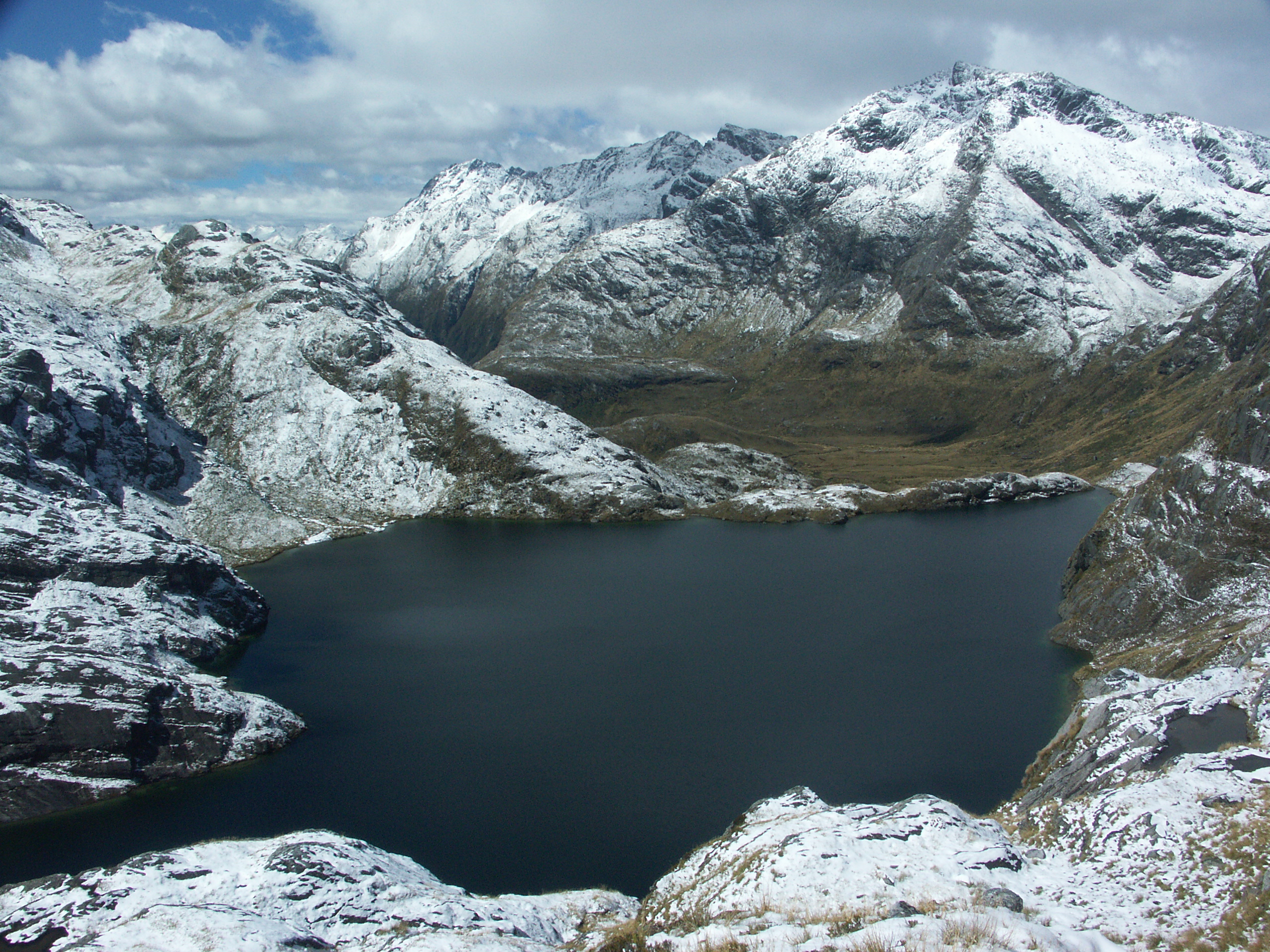
해리스 호수